# Нотация анализа
Нотация анализа — система математических обозначений, применяемая в математическом анализе, при этом различные математические школы применяют различные обозначения для производной функций или переменных. Использование той или иной нотации зависит от контекста, и одно обозначение может оказаться удобнее других в конкретном случае. Наиболее общеупотребительна нотация Лейбница, также широко используются нотации Лагранжа, Эйлера, Ньютона.

## Нотация Лейбница
Оригинальная нотация, использованная Готфридом Вильгельмом Лейбницем, сплошь используется математиками. Она особенно удобна, когда выражение {\displaystyle y=f(x)} рассматривается как функциональная связь между переменными {\displaystyle y} и {\displaystyle x}. Нотация Лейбница делает эту связь явной путём записи производной как
{\displaystyle {\frac {dy}{dx}}.}
Функция, значение которой в точке x является производной от f по x тогда записывается
{\displaystyle {\frac {df}{dx}}(x){\text{ или }}{\frac {df(x)}{dx}}{\text{ или }}{\frac {d}{dx}}f(x).}
Производные большего порядка записываются как
{\displaystyle {\frac {d^{2}y}{dx^{2}}},{\frac {d^{3}y}{dx^{3}}},{\frac {d^{4}y}{dx^{4}}},\ldots ,{\frac {d^{n}y}{dx^{n}}}.}
Это напоминает формальную манипуляцию символами
{\displaystyle {\frac {d\left({\frac {dy}{dx}}\right)}{dx}}=\left({\frac {d}{dx}}\right)^{2}y={\frac {d^{2}y}{dx^{2}}}.}
Вообще говоря, эти равенства не являются теоремами. Более того, они являются просто определениями нотации. К тому же применение правила вычисления производной от дроби к вышеприведённой нотации с использованием dd, чтобы не путать с d2, даёт
{\displaystyle {\frac {d\left({\frac {dy}{dx}}\right)}{dx}}={\frac {ddy}{dx^{2}}}-{\frac {dy}{dx}}{\frac {ddx}{dx^{2}}}.}
Значение производной y в точке {\displaystyle x=a} можно выразить с помощью нотации Лейбница двумя путями:
{\displaystyle \left.{\frac {dy}{dx}}\right|_{x=a}{\text{ или }}{\frac {dy}{dx}}(a)}.
Обозначение Лейбница позволяет указать переменную, по которой ведётся дифференцирования (в знаменателе). Это особенно удобно, когда рассматриваются частные производные. Это также позволяет легко запомнить и распознать правило дифференцирования сложной функции:
{\displaystyle {\frac {dy}{dx}}={\frac {dy}{du}}\cdot {\frac {du}{dx}}.}
Нотация Лейбница для дифференцирования не требует придания особого смысла символам, таким как {\displaystyle dx} или {\displaystyle dy} и некоторые авторы не пытаются придать этим символам какой-то смысл. Лейбниц трактовал эти символы как бесконечно малые величины. Позднее авторы дали им другие смыслы, такие как бесконечно малые в нестандартном анализе или внешние производные.
Некоторые авторы и журналы используют прямое написание символа дифференцирования d вместо курсива, то есть dx. Стандарт ISO/IEC 80000 рекомендует этот стиль.

### Нотация Лейбница для первообразной
Для функций от 2 и более переменных см. Кратный интеграл
Лейбниц ввёл знак интеграла {\displaystyle \int } в работах Analyseos tetragonisticae pars secunda и Methodi tangentium inversae exempla (обе работы 1675 года). Знак стал стандартным символом интегрирования.
{\displaystyle {\begin{aligned}\int y'\,dx&=\int f'(x)\,dx=f(x)+C_{0}=y+C_{0}\\\int y\,dx&=\int f(x)\,dx=F(x)+C_{1}\\\iint y\,dx^{2}&=\int \left(\int y\,dx\right)dx=\int _{X\times X}f(x)\,dx=\int F(x)\,dx=g(x)+C_{2}\\\underbrace {\int \dots \int } _{\!\!n}y\,\underbrace {dx\dots dx} _{n}&=\int _{\underbrace {X\times \cdots \times X} _{n}}f(x)\,dx=\int s(x)\,dx=S(x)+C_{n}\end{aligned}}}

## Нотация Лагранжа
Одна из наиболее употребительных нотаций дифференцирования названа именем Жозефа Луи Лагранжа, хотя на самом деле её ввёл Эйлер, а Лагранж просто сделал нотацию популярной. В нотации Лагранжа штрих означает производную. Если f — функция, то её производная от x записывается как
{\displaystyle f'(x)}.
Нотация появилась в печати в 1749 году.
Производные более высоких порядков отображаются дополнительными знаками, {\displaystyle f''(x)} для второй производной и {\displaystyle f'''(x)} для третьей производной. Использование кратных штрихов рано или поздно приводит к громоздким выражениям. Некоторые авторы продолжают использование римских цифр, обычно на нижнем регистре как ниже
{\displaystyle f^{\mathrm {iv} }(x),f^{\mathrm {v} }(x),f^{\mathrm {vi} }(x),\ldots ,}
для обозначения четвёртой, пятой, шестой и производных более высокого порядка. Другие авторы используют арабские цифры в скобках как ниже
{\displaystyle f^{(4)}(x),f^{(5)}(x),f^{(6)}(x),\ldots .}
Эта нотация делает возможным записать n-ю производную, где n является переменной. Делается это так
{\displaystyle f^{(n)}(x).}
Символы юникода для нотации Лагранжа:
- U+2032 ◌′ штрих (производная)
- U+2033 ◌″ двойной штрих (вторая производная)
- U+2034 ◌‴ тройной штрих (третья производная)
- U+2057 ◌⁗ четверной штрих (четвёртая производная)

Если имеется две независимые переменные для функции f(x, y), можно следовать следующим соглашениям:
{\displaystyle {\begin{aligned}f^{\prime }&={\frac {df}{dx}}=f_{x}\\f_{\prime }&={\frac {df}{dy}}=f_{y}\\f^{\prime \prime }&={\frac {d^{2}f}{dx^{2}}}=f_{xx}\\f_{\prime }^{\prime }&={\frac {\partial ^{2}f}{\partial x\partial y}}\ =f_{xy}\\f_{\prime \prime }&={\frac {d^{2}f}{dy^{2}}}=f_{yy}\end{aligned}}}

### Нотация Лагранжа для первообразной
Для обозначения первообразной Лагранж следовал нотации Лейбница:
{\displaystyle f(x)=\int f'(x)\,dx=\int y\,dx.}
Однако, поскольку интегрирование является обратной операцией взятия производной, нотация Лагранжа для производных больших степеней распространяется и на интегрирование. Кратные интегралы от f могут быть записаны как
{\displaystyle f^{(-1)}(x)} для обычного интеграла (не спутайте с обратной функцией {\displaystyle f^{-1}(x)}),
{\displaystyle f^{(-2)}(x)} для двойного интеграла,
{\displaystyle f^{(-3)}(x)} для тройного интеграла
{\displaystyle f^{(-n)}(x)} для n-кратного интеграла.

## Нотация Эйлера
Нотация Эйлера использует дифференциальный оператор, предложенный Луи-Франсуа-Антуаном Арбогастом, имеющим обозначение {\displaystyle D} (D-оператор) или {\displaystyle {\tilde {D}}} (оператор Ньютона — Лейбница). Когда применяется к функции {\displaystyle f(x)}, оператор определяется как
{\displaystyle (Df)(x)={\frac {df(x)}{dx}}.}
Производные более высокого порядка обозначаются как «степени» оператора D (где индекс обозначает кратность оператора D)
{\displaystyle D^{2}f} для второй производной,
{\displaystyle D^{3}f} для третьей производной
{\displaystyle D^{n}f} для n-й производной.
Нотация Эйлера не указывает явно переменную, по которой ведётся дифференцирование. Однако эту переменную можно указать и явно. Если f — это функция от переменной x, это можно выразить, записав
{\displaystyle D_{x}f} для первой производной,
{\displaystyle D_{x}^{2}f} для второй производной,
{\displaystyle D_{x}^{3}f} для третьей производной
{\displaystyle D_{x}^{n}f} для n-й производной.
Если f является функцией нескольких переменных, принято использовать «∂», а не D. Как и выше, нижний индекс означает переменную, по которой ведётся дифференцирование. Например, вторые частные производные функции f(x, y) обозначаются как:
{\displaystyle \partial _{xx}f={\frac {\partial ^{2}f}{\partial x^{2}}},}
{\displaystyle \partial _{xy}f={\frac {\partial ^{2}f}{\partial y\partial x}},}
{\displaystyle \partial _{yx}f={\frac {\partial ^{2}f}{\partial x\partial y}},}
{\displaystyle \partial _{yy}f={\frac {\partial ^{2}f}{\partial y^{2}}}.}
См.  § Частные производные.
Нотация Эйлера полезна для формулировки и решения линейных дифференциальных уравнений, поскольку упрощает представление дифференциальных уравнений, что позволяет увидеть существенные элементы задачи проще.

### Нотация Эйлера для первообразной
Нотация Эйлера может быть использована для первообразной так же, как и нотация Лагранжа, следующим образом
{\displaystyle D^{-1}f(x)} для первой первообразной,
{\displaystyle D^{-2}f(x)} для второй первообразной
{\displaystyle D^{-n}f(x)} для n-й первообразной.

## Нотация Ньютона
Нотация Ньютона для дифференцирования помещает точку над зависимой переменной. То есть, если y является функцией от t, то производная y по t есть
{\displaystyle {\dot {y}}}.
Производные более высокого порядка представляются кратными точками как ниже
{\displaystyle {\ddot {y}},{\overset {...}{y}}}
Ньютон распространил эту идею широко:
{\displaystyle {\begin{aligned}{\ddot {y}}&\equiv {\frac {d^{2}y}{dt^{2}}}={\frac {d}{dt}}\left({\frac {dy}{dt}}\right)={\frac {d}{dt}}{\Bigl (}{\dot {y}}{\Bigr )}={\frac {d}{dt}}{\Bigl (}f'(t){\Bigr )}=D_{t}^{2}y=f''(t)=y''_{t}\\{\overset {...}{y}}&={\dot {\ddot {y}}}\equiv {\frac {d^{3}y}{dt^{3}}}=D_{t}^{3}y=f'''(t)=y'''_{t}\\{\overset {\,4}{\dot {y}}}&={\overset {....}{y}}={\ddot {\ddot {y}}}\equiv {\frac {d^{4}y}{dt^{4}}}=D_{t}^{4}y=f^{\rm {IV}}(t)=y_{t}^{(4)}\\{\overset {\,5}{\dot {y}}}&={\ddot {\overset {...}{y}}}={\dot {\ddot {\ddot {y}}}}={\ddot {\dot {\ddot {y}}}}\equiv {\frac {d^{5}y}{dt^{5}}}=D_{t}^{5}y=f^{\rm {V}}(t)=y_{t}^{(5)}\\{\overset {\,6}{\dot {y}}}&={\overset {...}{\overset {...}{y}}}\equiv {\frac {d^{6}y}{dt^{6}}}=D_{t}^{6}y=f^{\rm {VI}}(t)=y_{t}^{(6)}\\{\overset {\,7}{\dot {y}}}&={\dot {\overset {...}{\overset {...}{y}}}}\equiv {\frac {d^{7}y}{dt^{7}}}=D_{t}^{7}y=f^{\rm {VII}}(t)=y_{t}^{(7)}\\{\overset {\,10}{\dot {y}}}&={\ddot {\ddot {\ddot {\ddot {\ddot {y}}}}}}\equiv {\frac {d^{10}y}{dt^{10}}}=D_{t}^{10}y=f^{\rm {X}}(t)=y_{t}^{(10)}\\{\overset {\,n}{\dot {y}}}&\equiv {\frac {d^{n}y}{dt^{n}}}=D_{t}^{n}y=f^{(n)}(t)=y_{t}^{(n)}\end{aligned}}}
Символы юникода для нотации Ньютона:
- U+0307 ◌̇ точка сверху (производная)
- U+0308 ◌̈ две точки сверху (вторая производная)
- U+20DB ◌⃛ три точки сверху (третья производная).
- U+20DC ◌⃜ четыре точки сверху (четвёртая производная).
- U+030D ◌̍ штрих сверху (интеграл)
- U+030E ◌̎ два штриха сверху (двойной интеграл)
- U+25AD ▭ белый прямоугольник (интеграл)
- U+20DE ◌⃞ объемлющий квадрат (интеграл)
- U+1DE0 ◌ᷠ  (n-ая производная)

Нотация Ньютона в основном используется, когда независимой переменной служит время. Если положение y является функцией от времени t, то {\displaystyle {\dot {y}}} обозначает скорость, а {\displaystyle {\ddot {y}}} обозначает ускорение. Эта нотация популярна в физике и математической физике. Она также появляется в математических областях, связанных с физикой, таких как дифференциальные уравнения. Нотация популярна только для первой и второй производных, но в этих приложениях производные большего порядка и не требуются.
Когда берётся производная зависимой переменной {\displaystyle y=f(x)}, существует альтернативная нотация:
{\displaystyle {\frac {\dot {y}}{\dot {x}}}={\dot {y}}:{\dot {x}}\equiv {\frac {dy}{dt}}:{\frac {dx}{dt}}={\frac {\frac {dy}{dt}}{\frac {dx}{dt}}}={\frac {dy}{dx}}={\frac {d}{dx}}{\Bigl (}f(x){\Bigr )}=Dy=f'(x)=y'.}
Ньютон разработал следующие операторы частных производных на основе точки сбоку от изогнутого X (ⵋ). Определения, данные Вайтсайдом следующие:
{\displaystyle {\begin{aligned}{\mathcal {X}}\ &=\ f(x,y)\,,\\\cdot {\mathcal {X}}\ &=\ x{\frac {\partial f}{\partial x}}=xf_{x}\,,\\{\mathcal {X}}\!\cdot \ &=\ y{\frac {\partial f}{\partial y}}=yf_{y}\,,\\\colon \!{\mathcal {X}}\,{\text{ или }}\,\cdot \!\left(\cdot {\mathcal {X}}\right)\ &=\ x^{2}{\frac {\partial ^{2}f}{\partial x^{2}}}=x^{2}f_{xx}\,,\\{\mathcal {X}}\colon \,{\text{ или }}\,\left({\mathcal {X}}\cdot \right)\!\cdot \ &=\ y^{2}{\frac {\partial ^{2}f}{\partial y^{2}}}=y^{2}f_{yy}\,,\\\cdot {\mathcal {X}}\!\cdot \ \ &=\ xy{\frac {\partial ^{2}f}{\partial x\partial y}}=xyf_{xy}\,,\end{aligned}}}

### Нотация Ньютона для интегрирования
Ньютон разработал много различных нотаций для интрегрирования в работе Quadratura curvarum (1704) и более поздних работах — он писал маленькую вертикальную черту или штрих над зависимой переменной ({\displaystyle {\overset {\,\prime }{y}}}), прямоугольник перед переменной ({\displaystyle {\Box }y}) или заключение в прямоугольник (y) для обозначения изменения или интеграла по времени.
{\displaystyle {\begin{aligned}y&=\Box {\dot {y}}\equiv \int {\dot {y}}\,dt=\int f'(t)\,dt=D_{t}^{-1}(D_{t}y)=f(t)+C_{0}=y_{t}+C_{0}\\{\overset {\,\prime }{y}}&=\Box y\equiv \int y\,dt=\int f(t)\,dt=D_{t}^{-1}y=F(t)+C_{1}\end{aligned}}}
Для обозначения кратных интегралов Ньютон использовал маленькие вертикальные чёрточки ({\displaystyle {\overset {\,\prime \prime }{y}}}) или комбинацию предшествующих букве символов {\displaystyle {\Box }{\overset {\,\prime }{y}}} {\displaystyle {\overset {\,\prime }{y}}} для обозначения двойного интеграла по времени.
{\displaystyle {\overset {\,\prime \prime }{y}}=\Box {\overset {\,\prime }{y}}\equiv \int {\overset {\,\prime }{y}}\,dt=\int F(t)\,dt=D_{t}^{-2}y=g(t)+C_{2}}
Более высокие интегралы по времени были следующие:
{\displaystyle {\begin{aligned}{\overset {\,\prime \prime \prime }{y}}&=\Box {\overset {\,\prime \prime }{y}}\equiv \int {\overset {\,\prime \prime }{y}}\,dt=\int g(t)\,dt=D_{t}^{-3}y=G(t)+C_{3}\\{\overset {\,\prime \prime \prime \prime }{y}}&=\Box {\overset {\,\prime \prime \prime }{y}}\equiv \int {\overset {\,\prime \prime \prime }{y}}\,dt=\int G(t)\,dt=D_{t}^{-4}y=h(t)+C_{4}\\{\overset {\;n}{\overset {\,\prime }{y}}}&=\Box {\overset {\;n-1}{\overset {\,\prime }{y}}}\equiv \int {\overset {\;n-1}{\overset {\,\prime }{y}}}\,dt=\int s(t)\,dt=D_{t}^{-n}y=S(t)+C_{n}\end{aligned}}}
Эти математические обозначения не стали общеупотребительными ввиду трудности печати и спора Ньютона и Лейбница о приоритете.

## Частные производные
Когда требуются более специфичные типы дифференцирования, такие как в анализе функций многих переменных или тензорном анализе, общеупотребительны другие нотации.
Для функции f от независимой переменной x мы можем выразить производную с помощью индекса в виде независимой переменной:
{\displaystyle {\begin{aligned}f_{x}&={\frac {df}{dx}}\\f_{xx}&={\frac {d^{2}f}{dx^{2}}}.\end{aligned}}}
Этот тип нотации особенно полезен для обозначения частных производных функции многих переменных.
Частные производные обычно отличают от обычных производных путём замены оператора дифференцирования d на символ «∂». Например, мы можем выразить частную производную {\displaystyle f(x,y,z)} по x, но не по y или z несколькими способами:
{\displaystyle {\frac {\partial f}{\partial x}}=f_{x}=\partial _{x}f.}
Что делает это отличие в нотации важным, это то, что простая производная (не частная), такая как {\displaystyle \textstyle {\frac {df}{dx}}}, может, в зависимости от контекста, быть интерпретирована как скорость изменения {\displaystyle f} от {\displaystyle x}, когда все остальные переменные могут изменяться одновременно, в то время как для частной производной, такой как {\displaystyle \textstyle {\frac {\partial f}{\partial x}}}, только одна переменная может меняться.
Другие нотации можно найти в различных подобластях математики, физики и технических наук. См., например, соотношения Максвелла термодинамики. Символ {\displaystyle \left({\frac {\partial T}{\partial V}}\right)_{\!S}} является производной температуры T по объёму V, сохраняя при этом постоянной энтропию (индекс) S, в то время как {\displaystyle \left({\frac {\partial T}{\partial V}}\right)_{\!P}} является производной температуры по объёму при сохранении постоянным давлении P. Это становится необходимым в ситуациях, когда число переменных превосходит число степеней свободы, так что нужно выбирать, какие переменные необходимо сохранять постоянными.
Частные производные большего порядка по одной переменной выражаются как
{\displaystyle {\frac {\partial ^{2}f}{\partial x^{2}}}=f_{xx},}
{\displaystyle {\frac {\partial ^{3}f}{\partial x^{3}}}=f_{xxx},}
и так далее. Смешанные частные производные можно выразить как
{\displaystyle {\frac {\partial ^{2}f}{\partial y\partial x}}=f_{xy}.}
В этом последнем случае переменные записаны в обратном порядке для двух нотаций:
{\displaystyle (f_{x})_{y}=f_{xy},}
{\displaystyle {\frac {\partial }{\partial y}}\!\left({\frac {\partial f}{\partial x}}\right)={\frac {\partial ^{2}f}{\partial y\partial x}}.}
Так называемый мультииндекс используется в ситуациях, когда вышеописанные обозначения становятся громоздкими или недостаточно выразительными. Если рассматривать функции на {\displaystyle \mathbb {R} ^{n}}, мы определим мультииндекс как упорядоченный список {\displaystyle n} неотрицательных целых чисел: {\displaystyle \alpha =(\alpha _{1},..,\alpha _{n}),\ \alpha _{i}\in \mathbb {Z} _{\geq 0}}. Определим теперь для {\displaystyle f:\mathbb {R} ^{n}\to X} нотацию
{\displaystyle \partial ^{\alpha }f={\frac {\partial ^{\alpha _{1}}}{\partial x_{1}^{\alpha _{1}}}}\cdots {\frac {\partial ^{\alpha _{n}}}{\partial x_{n}^{\alpha _{n}}}}f}
При таком определении некоторые результаты (такие как формула Лейбница), которую другим способом записать трудно, может быть выражена кратко. Некоторые примеры можно найти в статье о мультииндексе.

## Нотация в векторном анализе
Векторный анализ занимается взятием производной и интегрированием векторного или скалярного поля. Для случая трёхмерного евклидова пространства общеупотребительны некоторые нотации.
Предположим, что {\displaystyle (x,y,z)} является заданной декартовой системы координат, A является векторным полем с компонентами {\displaystyle \mathbf {A} =(\mathbf {A} _{x},\mathbf {A} _{y},\mathbf {A} _{z})}, а {\displaystyle \varphi =\varphi (x,y,z)} является скалярным полем.
Оператор дифференцирования, введённый Уильямом Роуэном Гамильтоном, записываемый как {\displaystyle \nabla } и называемый набла, определяется в символической форме как вектор,
{\displaystyle \nabla =\left({\frac {\partial }{\partial x}},{\frac {\partial }{\partial y}},{\frac {\partial }{\partial z}}\right)\!,}
Здесь выражение «в символической форме» отражает факт, что оператор {\displaystyle \nabla } можно трактовать как обычный вектор.
- Градиент: Градиент {\displaystyle \mathrm {grad\,} \varphi } скалярного поля {\displaystyle \varphi } является вектором, который символически записывается как умножение {\displaystyle \nabla } на скаляроное поле {\displaystyle \varphi },

{\displaystyle {\begin{aligned}\operatorname {grad} \varphi &=\left({\frac {\partial \varphi }{\partial x}},{\frac {\partial \varphi }{\partial y}},{\frac {\partial \varphi }{\partial z}}\right)\\&=\left({\frac {\partial }{\partial x}},{\frac {\partial }{\partial y}},{\frac {\partial }{\partial z}}\right)\varphi \\&=\nabla \varphi \end{aligned}}}
- Дивергенция: Дивергенция {\displaystyle \mathrm {div} \,\mathbf {A} } векторного поля A есть скаляр, который символически выражается как скалярное произведение {\displaystyle \nabla } и вектора A,

{\displaystyle {\begin{aligned}\operatorname {div} \mathbf {A} &={\partial A_{x} \over \partial x}+{\partial A_{y} \over \partial y}+{\partial A_{z} \over \partial z}\\&=\left({\frac {\partial }{\partial x}},{\frac {\partial }{\partial y}},{\frac {\partial }{\partial z}}\right)\cdot \mathbf {A} \\&=\nabla \cdot \mathbf {A} \end{aligned}}}
- Оператор Лапласа: Лапласиан {\displaystyle \operatorname {div} \operatorname {grad} \varphi } скалярного поля {\displaystyle \varphi } есть скаляр, который символически выражается как скалярное умножение {\displaystyle \nabla ^{2}} на скалярное поле {\displaystyle \varphi },

{\displaystyle {\begin{aligned}\operatorname {div} \operatorname {grad} \varphi &=\nabla \cdot (\nabla \varphi )\\&=(\nabla \cdot \nabla )\varphi \\&=\nabla ^{2}\varphi \\&=\Delta \varphi \\\end{aligned}}}
- Ротация:Ротация {\displaystyle \mathrm {rot} \,\mathbf {A} }, или {\displaystyle \mathrm {rot} \,\mathbf {A} }, векторного поля A — это вектор, который символически выражается как векторное произведение {\displaystyle \nabla } и вектора A,

{\displaystyle {\begin{aligned}\operatorname {rot} \mathbf {A} &=\left({\partial A_{z} \over {\partial y}}-{\partial A_{y} \over {\partial z}},{\partial A_{x} \over {\partial z}}-{\partial A_{z} \over {\partial x}},{\partial A_{y} \over {\partial x}}-{\partial A_{x} \over {\partial y}}\right)\\&=\left({\partial A_{z} \over {\partial y}}-{\partial A_{y} \over {\partial z}}\right)\mathbf {i} +\left({\partial A_{x} \over {\partial z}}-{\partial A_{z} \over {\partial x}}\right)\mathbf {j} +\left({\partial A_{y} \over {\partial x}}-{\partial A_{x} \over {\partial y}}\right)\mathbf {k} \\&={\begin{vmatrix}\mathbf {i} &\mathbf {j} &\mathbf {k} \\{\cfrac {\partial }{\partial x}}&{\cfrac {\partial }{\partial y}}&{\cfrac {\partial }{\partial z}}\\A_{x}&A_{y}&A_{z}\end{vmatrix}}\\&=\nabla \times \mathbf {A} \end{aligned}}}
Многие символические операции взятия производный могут быть обобщены простым образом с помощью оператора градиента в декартовых координатах. Например, правило произведения для одной переменной имеет прямой аналог в произведении скалярных полей путём применения оператора градиента
{\displaystyle (fg)'=f'g+fg'~~~\Longrightarrow ~~~\nabla (\phi \psi )=(\nabla \phi )\psi +\phi (\nabla \psi ).}
Многие другие правила из анализа одной переменной имеют аналоги в векторном анализе для градиента, дивергенции, ротации и лапласиана.
Далее нотация развивалась для более экзотичных видов пространств. Для вычислений в пространстве Минковского, оператор Д’Аламбера, называемый также д’аламберианом или волновым оператором записывается как {\displaystyle \Box } или как {\displaystyle \Delta }, если не образуется конфликт с символом лапласиана.

## Ссылка
- Earliest Uses of Symbols of Calculus, maintained by Jeff Miller (Архивировано 6 июля 2020 года.).